# SuperM (EP)
SuperM es el EP debut del supergrupo surcoreano SuperM. Fue lanzado el 4 de octubre de 2019 por SM Entertainment y Capitol Records. En formato CD, el EP tiene ocho versiones diferentes: una edición individual para cada integrante y una versión «unida».

## Éxito comercial
El disco debutó en el primer lugar de Billboard 200 en Estados Unidos. En su primera semana vendió 168 mil unidades equivalente a álbumes (de las cuales 164 mil estaban en ventas de álbumes), logrando que el grupo obtuviera el récord como el primer artista coreano en alcanzar el primer puesto con un álbum debut. El EP permaneció el primer lugar en World Albums Chart durante ocho semanas consecutivas. Después del lanzamiento del EP, el grupo encabezó la lista Billboard's Artist 100 como el mejor acto musical en los Estados Unidos. Se convirtió en el segundo acto de K-pop en liderar la lista, después de BTS. El álbum se colocó en el undécimo lugar con 31 mil copias vendidas en la semana siguiente, continuando en Billboard 200 durante las siguientes seis semanas.
En Corea del Sur, el EP debutó en el tercer lugar de Gaon Album Chart y vendió 153 590 copias en su primer día.

## Lista de canciones
| N.º   | Título                                                               | Letras                                                          | Música | Duración |  |
| 1.    | «Jopping»                                                            | Jeremy «Tay» Jasper, Adrian McKinnon, Kim Min-ji, Hwang Yoo-bin | LDN Noise, Jeremy «Tay» Jasper, Adrian McKinnon, Nasia Jones, Geoffrey McCray, Zachary Chicoine, Marcus Scoutt | 4:11     |  |
| 2.    | «I Can't Stand the Rain»                                             | Kenzie                                                          | Thomas Troelsen, Sam Martin, Kenzie                                                                            | 3:28     |  |
| 3.    | «2 Fast» (interpretado por Taemin, Baekhyun, Mark y Ten)             | Danke (lalala Studio)                                           | LDN Noise, Adrian McKinnon, Ebenezer Olaoluwa Fabiyi                                                           | 3:00     |  |
| 4.    | «Super Car» (interpretado por Taemin, Baekhyun, Taeyong, Ten y Mark) | Park Seong-hee                                                  | Jonatan Gusmark (Moonshine), Ludvig Evers (Moonshine), Bobii Lewis, Charite Viken Reinås                       | 3:34     |  |
| 5.    | «No Manners» (interpretado por Taemin, Kai, Taeyong y Ten)           | Kim Ran, Cho Yu-ri, Taeyong                                     | Jonathan Santana, Shae Jacobs, Tyler Holmes, Taeyong                                                           | 3:03     |  |
| 6.    | «Jopping» (instrumental)                                             |                                                                 | LDN Noise, Jeremy «Tay» Jasper, Adrian McKinnon, Nasia Jones, Geoffrey McCray, Zachary Chicoine, Marcus Scoutt | 3:11     |  |
| 7.    | «I Can't Stand the Rain» (instrumental)                              |                                                                 | Thomas Troelsen, Sam Martin, Kenzie                                                                            | 3:28     |  |
| 24:57 |                                                                      |                                                                 | |          |  |

## Posicionamiento en listas
| Lista (2019–2020)                | Mejor posición |
| -------------------------------- | -------------- |
| Bélgica (Ultratop Flanders)      | 130            |
| Canadá (Canadian Albums Chart)   | 38             |
| Estonia (Eesti Ekspress)         | 26             |
| Francia (SNEP)                   | 11             |
| Hungría (MAHASZ)                 | 34             |
| Japón (Oricon)                   | 7              |
| Japón (Billboard Japan)          | 5              |
| Lituania (AGATA)                 | 39             |
| Polonia (ZPAV)                   | 34             |
| Escocia (Scottish Albums Chart)  | 30             |
| Corea del Sur (Gaon)             | 3              |
| España (PROMUSICAE)              | 74             |
| Suiza (Schweizer Hitparade)      | 86             |
| Reino Unido (UK Album Downloads) | 19             |
| Reino Unido (OCC)                | 52             |
| Estados Unidos (Billboard 200)   | 1              |
| Estados Unidos (US World Albums) | 1              |